# Louis de Broglie
Louis-Victor-Pierre-Raymond, de Broglie 7. hercege, akit általában Louis de Broglie néven ismerünk (Dieppe, Felső-Normandia, 1892. augusztus 15. – Louveciennes, Yvelines, 1987. március 19.) Nobel-díjas francia fizikus.

## Élete
A franciaországi Dieppe-ben született (Seine-Maritime megye), mint de Broglie 5. hercegének, Viktornak a kisebbik fia. 1960-ban örökös nélkül meghalt bátyja, Maurice, de Broglie 6. hercege, aki szintén fizikus volt. Louis ekkor lett a sorban a 7. herceg. Sohasem házasodott meg. Amikor Louveciennes-ben meghalt, egy távoli unokatestvére, Victor-François lett de Broglie 8. hercege.
Eleinte humán pályát képzelt el magának, első képesítését történelemből szerezte. Utána azonban — valószínűleg bátyja hatására — figyelme a matematika és fizika felé fordult. Az első világháború kitörésekor, 1914-ben felajánlotta szolgálatait a hadseregnek a rádiókommunikáció fejlesztésére.

### Kvantumelméleti munkássága
Elsősorban kísérleti fizikus Maurice bátyjával ellentétben Louis gondolkodása inkább elméleti, tudományos jellegű volt. Az elektronhullámokról kialakított elméletét 1924-ben, doktori disszertációjában (Recherches sur la théorie des quanta-Kvantumelméleti kutatások) vezette be. Albert Einstein és Max Planck munkásságára alapozta az anyag hullám-részecske kettősségének elvét: a de Broglie-hipotézis szerint minden mozgó részecskéhez vagy objektumhoz tartozik egy hozzárendelt hullám. Ezzel a fény és az anyag fizikáját egyesítve teremtette meg a fizikában a hullámmechanikát, amiért 1929-ben megkapta a fizikai Nobel-díjat. Ennek egyik látványos alkalmazása az elektronmikroszkóp, ami sokkal jobb felbontást ad az optikai mikroszkópnál, mivel az elektron hullámhossza a látható fényénél rövidebb.
Későbbi elméleti tevékenységét a hullámmechanika kauzális magyarázatának szentelte, szemben a kvantumelméletet domináló teljesen valószínűségi modellekkel. Ma ezt a magyarázatot de Broglie–Bohm-elméletként ismerjük, mivel ezt az 1950-es években David Bohm átdolgozta. 1924-től de Broglie a Párizsi Egyetemen tanított elméleti fizikát, 1932-től 30 éven át az elméleti fizikai tanszék vezetője is volt.

### Későbbi tevékenysége
Szigorúan vett tudományos munkáján túl Louis de Broglie gondolkodott és írt a tudományfilozófiáról, beleértve a modern tudományos felfedezések értékét.
1933-ban lett a Francia Természettudományi Akadémia tagja, 1942-ben pedig örökös titkára. 1944. október 12-én a Francia Akadémia a tagjává választotta Émile Picard matematikus helyére. Mivel a megszállás és a háború egyéb hatásai miatt több akadémikus meghalt vagy börtönbe került, az Akadémia ülésén nem jelent meg a határozatképességhez szükséges 20 tag, de a rendkívüli körülmények miatt a jelenlévő 17 tag egyhangú titkos szavazatával megválasztották. Az Akadémia történetében egyedülálló módon a tagok sorában bátyja, az 1934-ben megválasztott Maurice mellett foglalhatott helyet.
Az UNESCO neki ítélte 1952-ben az első Kalinga-díjat a tudomány népszerűsítéséért. 1953. április 23-án a londoni Royal Society is tagjává választotta. 1961-ben megkapta a Becsületrend Nagykeresztjének Lovagja címet. 1945-ben a Francia Atomenergiai Főbiztosság tanácsadója lett az ipar és a tudomány közeledésének előmozdítása érdekében. Alkalmazott mechanikai központot hozott létre az Henri Poincaré Intézetben, és ott optikai, kibernetikai és atomenergiai kutatásokba fogtak.

## Magyarul
- Válogatott tanulmányok; ford. Nagy Imre, utószó Maróti Lajos; Gondolat, Bp., 1968